# Off Highway 20
Pour plus de détails, voir Fiche technique et Distribution.
Off Highway 20 (国道20号線, Kokudo 20gosen) est un film japonais réalisé par Katsuya Tomita, sorti en 2007.

## Fiche technique
- Titre original : 国道20号線 (Kokudo 20gosen?)
- Titre français : Off Highway 20
- Réalisation : Katsuya Tomita
- Scénario : Katsuya Tomita et Toranosuke Aizawa
- Photographie : Yoshiko Takano
- Montage : Katsuya Tomita
- Pays d'origine :  Japon
- Langue originale : japonais
- Format : couleur - 16 mm[2] - 1,37:1
- Genre : drame
- Durée : 115 minutes
- Date de sortie :
  - Japon : 3 novembre 2007[3]

## Distribution
- Hitoshi Itō : Hisashi
- Tsuyoshi Takano : Ozawa
- Rimi : Junko
- Masahide Nishimura : Akira
- Shinji Murata : Tomioka
- Kazusa Nishimoto : Mami
- Shalini Tewari
- Tetsuya Tanaka